# Belfort
Belfort ou, em português, Belforte (em franc-comtois: Béfô) é uma cidade de Borgonha-Franco-Condado situada às margens da Savoureuse e capital do departamento do Território de Belfort. 
Historicamente, a cidade faz parte da Alta-Alsácia, subdivisão da província histórica de Grande Leste que corresponde aos atuais departamentos do Haut-Rhin, Bas-Rhin e do território de Belfort. Este último foi criado em 1922, na antiga parte da Alsácia não anexada pela Alemanha, e integrado à região Franche-Comté. Diversas personalidades, e mesmo políticos, continuam a situar erroneamente Belfort na Alsácia.